# GEM (chanteuse)
Pour les articles homonymes, voir GEM.
Gloria Tang Zhi-Kei (chinois traditionnel : 鄧紫棋 ; chinois simplifié : 邓紫棋 ; cantonais : Dang Zhi Kei ; pinyin mandarin : Deng Zǐqí) née le 16 août 1991 à Shanghai, plus connue sous son nom de scène GEM qui signifie « Get Everybody Moving », est une chanteuse, compositrice, danseuse et musicienne chinoise, occasionnellement actrice, surtout connue à Hong Kong.

## Biographie
GEM est née à Shanghai et a déménagé à Hong Kong à l'âge de quatre ans. Elle a grandi dans une famille de musiciens, sa mère étant diplômée du Conservatoire de musique de Shanghai, sa grand-mère ayant enseigné le chant, son oncle jouant du violon et son grand-père ayant joué du saxophone pour un orchestre. Gloria a commencé à s'intéresser à la musique à l'âge de cinq ans et elle est apparue dans une émission de télévision pour enfants aux environs de ses sept ans. GEM a commencé à écrire des chansons un peu plus tard à l'âge de dix ans, et a participé à de nombreux concours de chant, dont certains qu'elle a gagné. À 13 ans, elle obtient un prix après un solo au piano. En 2006, GEM a participé à un concours appelé Spice it Up où elle a remporté la première place et a été remarquée par son directeur actuel, Tan Chang, qui lui a alors proposé un contrat avec Hummingbird Music, pour devenir chanteuse professionnelle à 16 ans. Diplômée des collèges Heep Wah et True Light Girls, elle poursuit ensuite ses études à l'Académie des arts de Hong Kong. Tang a eu énormément de succès en 2008, elle a remporté 10 récompenses.
Au mois de mai 2009, GEM s'est par ailleurs rendue à Los Angeles, en Californie (États-Unis), afin d'enregistrer son deuxième album studio 18..., avant de retourner à Hong Kong. Plus récemment, en décembre 2010, elle a effectué un nouveau voyage à Toronto et à Richmond Hill, au Canada, pour faire son premier mini concert. Elle a également organisé une séance d'autographes après le concert.
En mai 2010, GEM est restée à Taïwan pendant dix jours afin de promouvoir son deuxième album, 18....
Le 27 juin 2012, elle dévoile son nouvel album studio, le troisième à ce jour, intitulé Xposed. GEM en fait la promotion avec les singles Someday I'll Fly, (sorti le 7 avril 2012), What Have U Done (sorti le 12 mai 2012) et enfin Oh Boy, (sorti le 5 juillet 2012).
Pour la suite de la promotion de son nouvel album, elle se dirige plutôt vers le registre de musique pop-ballade, et sort le 7 septembre 2012 le clip du single 奇蹟, suivi de Pao Mo le 14 octobre 2012,.
Le 21 juin 2013 est révélé au public son nouveau single, INTOXICATED, ainsi que le clip.

## Accent
L'accent qu'a GEM peut faire croire qu'elle n'est pas chinoise. Il est causé par le rétrécissement de son maxillaire gauche, par conséquent, les dents supérieures et inférieures ne se ferment pas complètement, ce qui laisse un écart entre les deux. Donc, lorsqu'elle parle, il y a beaucoup de fuites d'air dans l'interstice. Il existe de nombreuses opérations pour corriger ce problème, mais les médecins lui ont suggéré de ne pas subir de chirurgie avant l'âge de 21 ans, car il faut attendre que le corps soit entièrement développé. Toutefois, la chanteuse a déclaré qu'elle a temporairement opté contre la chirurgie en raison des risques dangereux, et que le problème ne s'était pas détérioré ces dernières années.

## Tournées

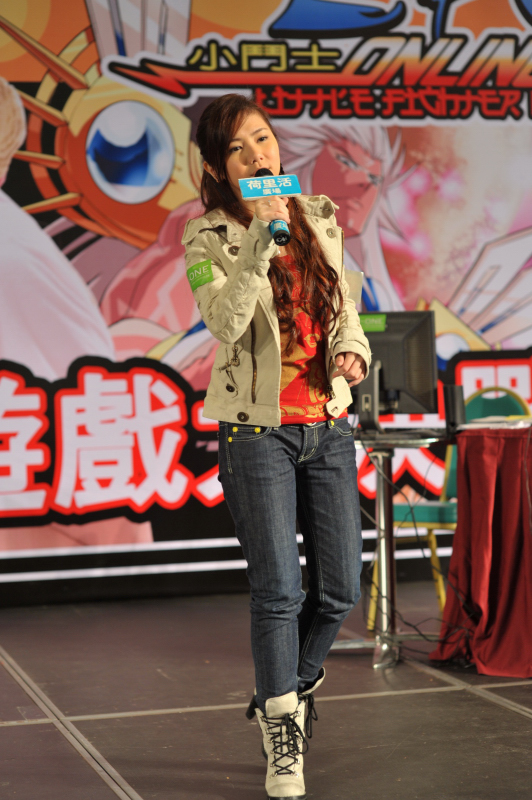
GEM le 26 avril 2009.

- En 2009, GEM a effectué sa première tournée issue de son 2e album, 18 Live, entre le 20 et 22 novembre à Hong Kong. Elle avait cependant invité le chanteur Jan Lamb, pour une représentation inédite de Smoking, Drinking & Swearing' (食煙飲酒講粗口).
- Pour son 2e album studio, elle organise plusieurs concerts à Hong Kong en septembre 2011. La tournée s'intitule Get Everybody Moving 2011, Part 2. GEM poursuit quelques mini-concerts  à Hong Kong par la suite en 2012.
- A nouveau pour son 2e album studio, elle organise une nouvelle tournée dans toute la Chine en 2012, intitulée Get Everybody Moving World Tour, et la termine en passant par les États-Unis en mai 2012, dans le Nevada.
- En 2013, Gem Tang organise une série de concerts intitulée X.X.X. Live à Hong Kong pour son dernier album, Xposed, du 12 au 14 avril[16].

## Discographie

### Albums
- 2008 : 1er mini-album : GEM

| No | Titre                                  | Durée |
| -- | -------------------------------------- | ----- |
| 1. | 等一個他 (Waiting for the One)         | 3:04  |
| 2. | Where Did U Go                         | 3:54  |
| 3. | 回憶的沙漏 (The Hourglass of Memories) | 3:53  |
| 4. | 愛現在的我                             | 3:23  |
| 5. | 睡公主 (Sleeping Beauty)               | 4:42  |

- 2009 : 1er album studio : 18...

| No  | Titre                                   | Durée |
| --- | --------------------------------------- | ----- |
| 1.  | All About You                           | 4:01  |
| 2.  | Game Over                               | 3:09  |
| 3.  | 想講你知 (Gotta Say It)                 | 2:52  |
| 4.  | A.I.N.Y. (愛你)                         | 3:54  |
| 5.  | Mascara (煙燻妝)                        | 4:05  |
| 6.  | 我不懂愛 (I Don't Know Love)            | 3:32  |
| 7.  | 塞納河 (Seine)                          | 3:30  |
| 8.  | 意式戀愛 (Italian Love)                 | 3:33  |
| 9.  | GEM(Get Everybody Moving)               | 3:27  |
| 10. | 18                                      | 3:35  |
| 11. | Where Did You Go 2.0 (Sam Vahdat Remix) | 3:55  |
| 12. | Mascara (Glossy Version)                | 4:01  |

18... (3e édition) Bonus Tracks
| No  | Titre                                          | Durée |
| --- | ---------------------------------------------- | ----- |
| 13. | Smoking, Drinking & Swearing' (食煙飲酒講粗口) | 2:40  |

- 2010 : 2e album studio : MySecret

| No  | Titre                       | Durée |
| --- | --------------------------- | ----- |
| 1.  | One button                  | 3:45  |
| 2.  | Good to be bad              | 3:49  |
| 3.  | Get Over You                | 3:57  |
| 4.  | 美好的舊時光 (In My Heart)  | 4:58  |
| 5.  | 寂寞星球的小玫瑰 (The Rose) | 4:56  |
| 6.  | The Voice Within            | 3:27  |
| 7.  | 我的秘密 (MySecret)         | 4:10  |
| 8.  | 末日 (The End)              | 4:43  |
| 9.  | Twinkle II                  | 4:17  |
| 10. | Say it Loud                 | 4:08  |

- 2012 : 3e album studio : Xposed[17],[7]

| No  | Titre                                | Durée |
| --- | ------------------------------------ | ----- |
| 1.  | What Have U Done                     | 3:36  |
| 2.  | Xia Yi Miao (下一秒 (我們就要死掉))  | 3:12  |
| 3.  | Someday I'll Fly                     | 3:51  |
| 4.  | Pao Mo (泡沫)                        | 4:18  |
| 5.  | Qian Yi Shi De Can Ku (潛意式的殘酷) | 3:58  |
| 6.  | Oh Boy !                             | 3:04  |
| 7.  | After Tonight                        | 4:36  |
| 8.  | Sat Zan (失真)                       | 3:57  |
| 9.  | Qi Ji (奇蹟)                         | 3:51  |
| 10. | Bu Cun Zai De Cun Zai (不存在的存在) | 5:04  |

- 2015 : 4e album studio : Heartbeat (en)

| No  | Titre                       | Durée |
| --- | --------------------------- | ----- |
| 1.  | 多遠都要在一起Long Distance | 3:37  |
| 2.  | 再見Goodbye                 | 3:26  |
| 3.  | 新的心跳HEARTBEAT           | 3:36  |
| 4.  | 來自天堂的魔鬼Away          | 4:05  |
| 5.  | 盲點Bilnd Point             | 3:46  |
| 6.  | 單行的軌道 One Way Road     | 4:08  |
| 7.  | 一路逆風 Against The Wind   | 3:45  |
| 8.  | 於是 Therefore              | 3:49  |
| 9.  | 瞬間 Moment                 | 4:06  |
| 10. | 查克靠近 Chuck Close        | 4:21  |

### Singles
- 2008 :
  - 等一個他 (Waiting For The One)
  - Where Did You Go
  - 睡公主 (Sleeping Beauty)
- 2009 :
  - 回憶的沙漏 (國) (Hourglass of Memories)
  - All About U
  - Game Over
  - 食煙飲酒講粗口 (林海峰 & GEM)
  - A.I.N.Y
- 2010 :
  - 想講你知 (Want To Tell You)
  - 寫不完的溫柔 (國)
  - 合唱歌 (側田 & GEM)
  - Good to Be Bad
  - Get Over You
  - Twinkle II
  - 亞莉亞蒂之歌 (Arrietty's Song)
- 2011 :
  - 我的秘密 (My Secret)
  - The Voice Within
  - 寂寞星球的玫瑰 (The Rose)
  - Say it Loud
- 2012 :
  - Someday I'll Fly
  - What Have U Done
  - Oh Boy !
  - 奇蹟
  - Pao Mei (泡沫)
- 2013 : INTOXICATED

## Filmographie
| Année | Titre                           | Rôle          | Notes          |
| ----- | ------------------------------- | ------------- | -------------- |
| 2009  | Love Connected 保持愛你         | Ah Yee (阿儀) | Petit rôle     |
| 2009  | Trick or Cheat 愛出猫           | Elle-même     | Rôle principal |
| 2011  | I Love Hong Kong 我愛HK開心萬歲 | Une étudiante | Apparition     |

## Récompenses

### Charts
| Année | Metro Broadcast Corporation (MRHMA) | Commercial Radio Hong Kong (USCA) | RTHK Top 10 Gold Songs Awards (RTHK) | Jade Solid Gold Best Ten Music Awards Presentation (JSG) |
| ----- | ----------------------------------- | --------------------------------- | ------------------------------------ | -------------------------------------------------------- |
| 2008  | 1                                   | 1                                 | 1                                    | 1                                                        |
| 2009  | 4                                   | 0                                 | 2                                    | 4                                                        |
| 2010  | 4                                   | 0                                 | 3                                    | 1                                                        |

## Publicités
Gloria Tang Zhi-Kei a déjà fait plusieurs publicités pour différents produits :
| Année | Produits                                 |
| ----- | ---------------------------------------- |
| 2008  | Drift City (極速快車手)                  |
| 2009  | IDA                                      |
| 2009  | Pocari Sweat (寶礦力水特)                |
| 2009  | King's Glory Education Centre (英皇教育) |
| 2009  | 必理痛經痛配方                           |
| 2009  | Citicall (蘇寧鐳射)                      |
| 2009  | Faddy                                    |
| 2009  | Skechers                                 |
| 2010  | White Rabbit Acne Cream (白兔牌暗瘡膏)   |
| 2010  | Maybelline Hong Kong (美寶蓮)            |

### Sources
- (en) Cet article est partiellement ou en totalité issu de l’article de Wikipédia en anglais intitulé « G.E.M. » (voir la liste des auteurs).